# Головачёв, Дмитрий Захарович
Дми́трий Заха́рович Головачёв (13 (25) января 1822 — 4 (16) ноября 1886, Санкт-Петербург, Российская империя) — генерал-адъютант, вице-адмирал военно-морского флота Российской империи; капитан императорской яхты «Держава» и командир Гвардейского экипажа (1881—1886).

## Биография
Родился в семье отставного капитан-лейтенанта Захара Алексеевича Головачёва. В звании мичмана проходил службу на Балтийском флоте, на парусной шхуне «Метеор» под командованием вице-адмирала Карла Карловича Сиденснера.
В 1846-1849 годах служил на пароходах «Александрия», «Невка» и яхте «Королева Виктория». В 1850-1851 годах служил на фрегате «Паллада» в Балтийском море и Финском заливе. В 1852 году на 84-пуш. корабле «Прохор» крейсировал в Немецком море и за усердную службу награжден орденом Св. Анны III степени. В 1853 году на 84-пуш. корабле «Эмгейтен» крейсировал в Финском заливе. В 1854 году на 84-пуш. корабле «Лефорт» участвовал в защите Кронштадта. 27 марта 1855 года произведен в капитан-лейтенанты. 
Командовал эскадрой и был капитаном яхты «Штандарт», на которой цесаревич Николай Александрович 20 сентября 1864 года прибыл в Копенгаген для помолвки с датской принцессой Дагмарой. 25 мая 1865 года назначен флигель-адъютантом. 1 января 1866 года произведен в капитаны 1-го ранга.
В 1876 году, в рамках проводимых в его доме любительских концертов, осуществил постановку оперы «Сын мандарина» (композитор Ц. А. Кюи) в которой партию Зай-Санга исполнил молодой мичман Н. В. Унковский (1856—1904) на драматический баритон которого обратила внимание супруга композитора Матильда Рафаиловна Кюи (в девичестве Бамберг), ученица А. С. Даргомыжского.
В русско-турецкую войну (1877—1878) был в составе Гвардейского экипажа под командованием великого князя Алексея Александровича, начальник переправ на Дунае. 4 декабря 1877 года произведен в чин контр-адмирала. За отличие при устройстве переправ через Дунай награжден 19 ноября 1878 года орденом Св. Станислава I степени с мечами.
Был членом правления общества Добровольного флота. От имени Великой княгини Александры Петровны, совершил закладку соборного храма Ильинского скита на Афоне, построенного и освящённого в честь Илии Пророка в 1881 году.
С 3 августа 1881 года командовал Гвардейским экипажем. В 1883 году награжден орденом Св. Анны I степени. 1 января 1886 года произведен в чин вице-адмирала с назначением членом главного военно-морского суда.
Скончался 4 ноября 1886 года в Санкт-Петербурге и похоронен на Смоленском православном кладбище у западного фасада часовни Ксении Блаженной.

## Награды
- Орден Святого Георгия IV степени.
- Орден Святого Владимира III степени.
- Орден Святой Анны II степени
- Орден Святого Станислава I степени с мечами

иностранные
- Орден Льва и Солнца (Персия)
- Орден Данеброг (Дания)
- Орден Красного орла (Пруссия)

## Семья

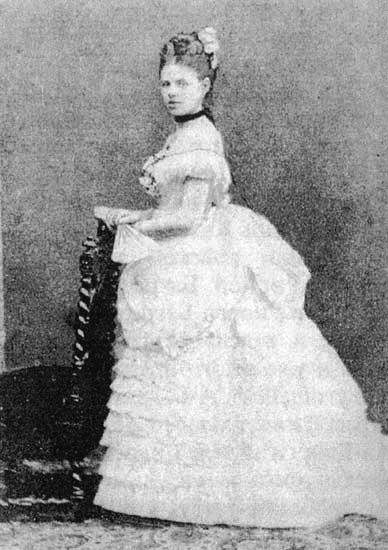
Дочь — Мария Дмитриевна

- Отец — Захар Алексеевич Головачёв (17 марта 1782 — 17 января 1837), из дворян, капитан-лейтенант; 15 марта 1793 года поступил в Морской кадетский корпус, в 1796 году — гардемарин, владел имением Покровское, Паскинская волость (сельцо Григорьевское Щапово, Азарово, Анненское, Золотилово, Домкино, Ямки в Корчевском уезде)[4].
  - Брат — Александр Захарович, гардемарин Морского кадетского корпуса (1846)[5]
  - Брат — Алексей Захарович,
  - Сестра — Татьяна Захаровна,
  - Сестра — Анна Захаровна,
- Жена — Леонида Августа Георгиевна (Егоровна) фон Гессен (1834—1914)
  - Дочь — Мария Дмитриевна (11 октября 1855, Тифлис — 25 июня 1932, Ницца), с 1881 года замужем за князем Александром Ираклиевичем Багратион-Мухранским в браке с которым родилась дочь Нина (1882—1972) и сын Георгий (1884—1957).
  - Сын — Алексей Дмитриевич (21 октября 1858 — ?), генерал-лейтенант, командир лейб-гвардии 1-й артиллерийской бригады (1908—1910), и.д. инспектора артиллерии 22-го армейского корпуса (1910 — после 1911)[6]. У Алексея был сын Владимир.
  - Дочь — Вера Дмитриевна (1871, С.Петербург — 1959, Москва) замужем за Ольшевским Николаем Куприяновичем. В этом браке родились дети: Всеволод, Борис, Ольга, Нина, Евгений.